# Vincenzo Nibali
Vincenzo Nibali (Messina, Italia, 14 de novembro de 1984) é um ciclista de estrada italiano. Estreia profissionalmente em 2005 com a Fassa Bortolo, e tem alinhado com Liquigás desde 2006 até 2012 e com a Astana a partir de 2013.
É um dos sete ciclistas que têm vencido as três Grandes Voltas, mais precisamente a Volta a Espanha de 2010, o Giro d'Italia de 2013 e 2016 e o Tour de France de 2014. Também tem resultado segundo no Giro de 2011 e a Volta de 2013, e terceiro no Giro de 2010 e o Tour de 2012. Também é um líder clássico mano (especializado em provas duras de um dia, como a Paris-Roubaix), mas nos últimos anos foi classificado no topo do Giro d'Italia, graças à sua notável capacidade para a montanha.
Nibali, a 12 de maio vestiu a camisola Rosa ao fazer o melhor tempo no teste do tempo da equipe no Giro d'Italia de 2010, graças ao trabalho da Liquigás e Alexander Vinokourov (ex-líder), que teve problemas com o quinto homem da sua equipa.
Em 2010, sagrou-se vencedor da Volta a Espanha, sendo o primeiro italiano a vencer em 20 anos. Nibali é chamado O Tubarão do Estreito, em referência ao estreito de Messina.

## Biografia

### Inícios no ciclismo em Sicília
Quando tinha oito anos seu pai, restaurador, presenteou-lhe uma velha bicicleta Viner que tinha restaurado e pintado de vermelho com a ajuda do próprio Vincenzo, e com a que começou a dar voltas no vídeo clube onde que trabalhava a sua mãe Giovanna. Foi assim mesmo seu pai, Salvatore, quem lhe inculcou sua paixão ao ciclismo através do acompanhamento da História do Ciclismo, que viam ambos nos domingos pela tarde. Com dez anos empenhou-se em subir ao Etna junto a um grupo de ciclo turistas veteranos; o seu pai ajudou-lhe a subir ao vulcão seguindo de perto com o carro. Foi também Salvatore quem lhe comprou um capacete depois de comprovar numa estrada a San Rizzo o perigo que supunha a velocidade à que descia nas descidas. Numa ocasião o seu pai partiu-lhe em dois a bicicleta diante dele como castigo por se ter brigado com um colega na escola, ainda que posteriormente a lha arranjou. A escassa tradição e infra-estrutura ciclista em Sicília fez que Nibali não competisse até aos 14 anos. A partir daí conseguiu sete vitórias como cadete.

### Muda-se à Toscana e progressão

#### Ciclismo juvenil
Com 16 anos deixou a ilha para mudar-se à Toscana, uma região do norte de Itália com grande tradição ciclista. Em concreto, estabeleceu-se em Mastromarco (perto de Lamporecchio), localidade do seu director Carlo Franceschi e na que passava dez meses do ano. Nibali terminaria fixando ali a sua residência habitual.
Em 2001, na sua primeira temporada como junior, conseguiu cinco vitórias. Em 2002, como juvenil de segundo ano, conseguiu catorze triunfos, além de um terceiro posto no Mundial junior contrarrelógio disputado no circuito de corridas de Zolder.

#### Paixão pelo ciclismo
Em 2003 conseguiu sete vitórias, incluindo dois triunfos de etapa numa Volta à Áustria na que concluiu segundo na classificação geral. Também foi convocado pela selecção azzurra nos Campeonatos da Europa e Mundial sub23.
Em 2004 conseguiu doze vitórias e foi convocado novamente pela Nazionale para o Campeonato da Europa e o Mundial, que nesse ano se celebrava também na cidade italiana de Verona. Nibali foi precisamente terceiro no Mundial sub-23 de contrarrelógio, subindo ao pódio para receber a medalha de bronze.

### Ciclismo profissional

#### Estreia no Fassa Bortolo de Ferretti

##### 2005
Estreia como ciclista profissional na temporada de 2005 com a equipa italiana do Fassa Bortolo, dirigido por um Giancarlo Ferretti que se tinha interessado nele por seu terceiro posto na crono de Verona.
A sua insolência e desejo de se destacar desde o primeiro momento acarretou-lhe alguns problemas com parceiros veteranos; anos depois o próprio Nibali reconheceria que passou "de sobrado". A carreira profissional de um desses colegas, Dario Frigo, terminaria precisamente no Tour desse ano ao se ver envolvido numa trama de doping.
Ferretti levou-lhe ao Giro d'Italia como espectador, para que vivesse a experiência de uma grande volta ao outro lado das valas.
Devido à decisão do patrocinador principal de não continuar financiando à equipa a formação desapareceu ao concluir a temporada. Vários ciclistas da extinta esquadra, principalmente Alessandro Petacchi e seus lançadores (incluindo a Marco Velo), passaram à nova equipa Team Milram que herdava à sua vez a licença ProTour do também desaparecido Domina Vacanze, ainda que Nibali não foi um deles.

#### Primeiros anos no Liquigás

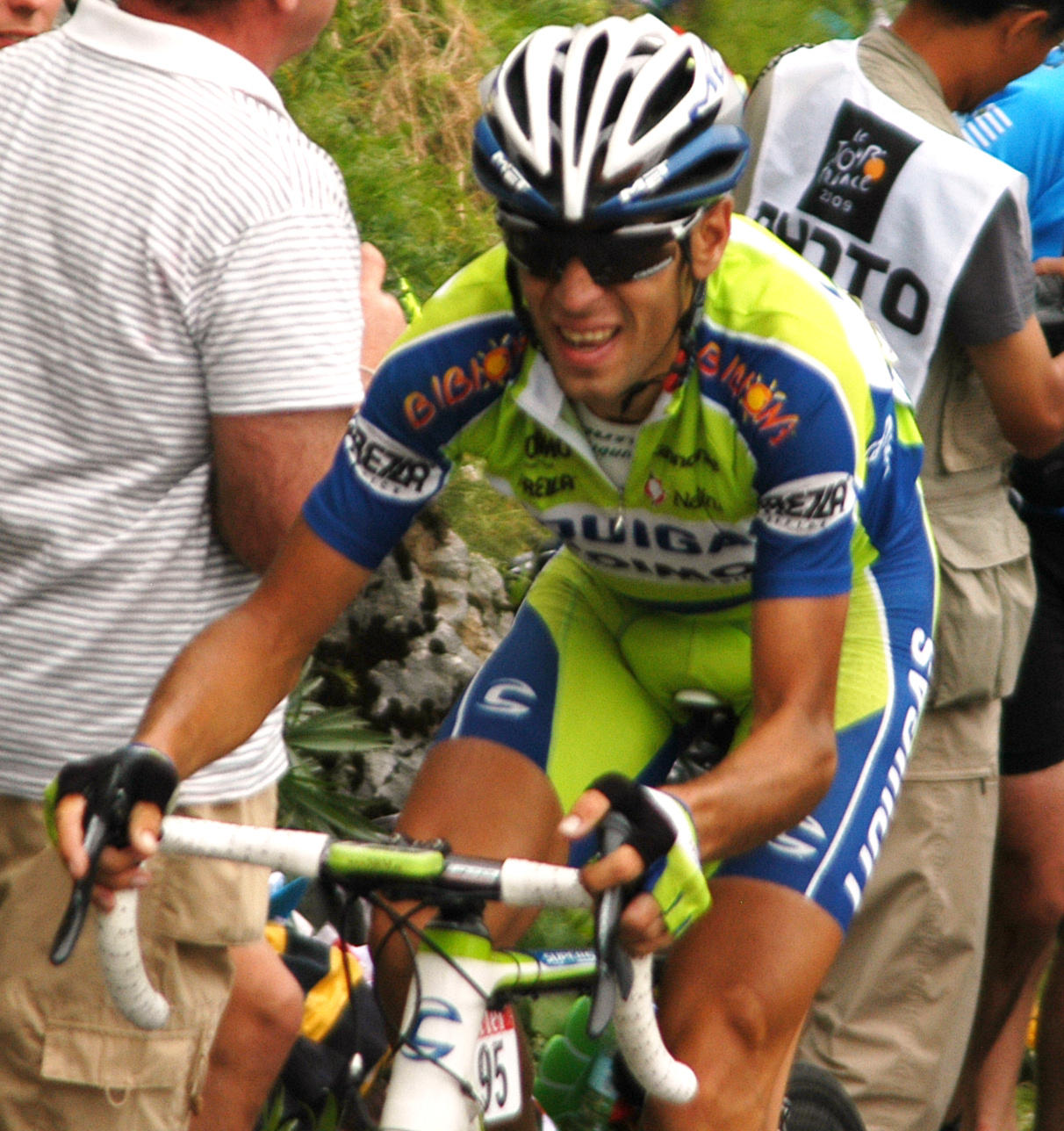
Nibali subindo A Colombiere no Tour de France.

##### 2006
Com o seu passe à equipa Liquigás para 2006, Nibali seguiu fazendo parte de uma equipa de categoria ProTour.
Ganhou o Grande Prémio de Plouay, impondo-se a Juan Antonio Flecha.

##### 2007
Em 2007 correu pela primeira vez uma grande volta ao estrear no Giro d'Italia. Na ronda italiana actuou como gregário para o chefe de filas da Liquigás, Danilo Di Luca, que terminou ganhando a corrida, conseguindo assim subir ao pódio final de Milão com a maglia rosa.

##### 2008
Ganhou o Giro do Trentino.
Foi 11.º no Giro d'Italia, sendo o segundo melhor classificado da sua equipa no geral final (com Franco Pellizotti quarto).
Nesse ano estreia também no Tour de France.

#### Consolidação e grandes triunfos

##### 2009
Em 2009 ganhou o Giro dos Apeninos, o qual lhe fez se apresentar confiante à Grande Boucle.
Foi sétimo no Tour de France, sendo o melhor classificado do Liquigás e um dos dois ciclistas (junto ao seu colega Roman Kreuziger, nono) que conseguiram terminar entre os dez primeiros da ronda gala. Também fez-se credor da camisola branca de melhor jovem, um triunfo que lhe autorgou como grande promessa do ciclismo italiano, ainda que em casa era visto com receio por dar de lado ao Giro d'Italia, algo que tem mudado com os anos.

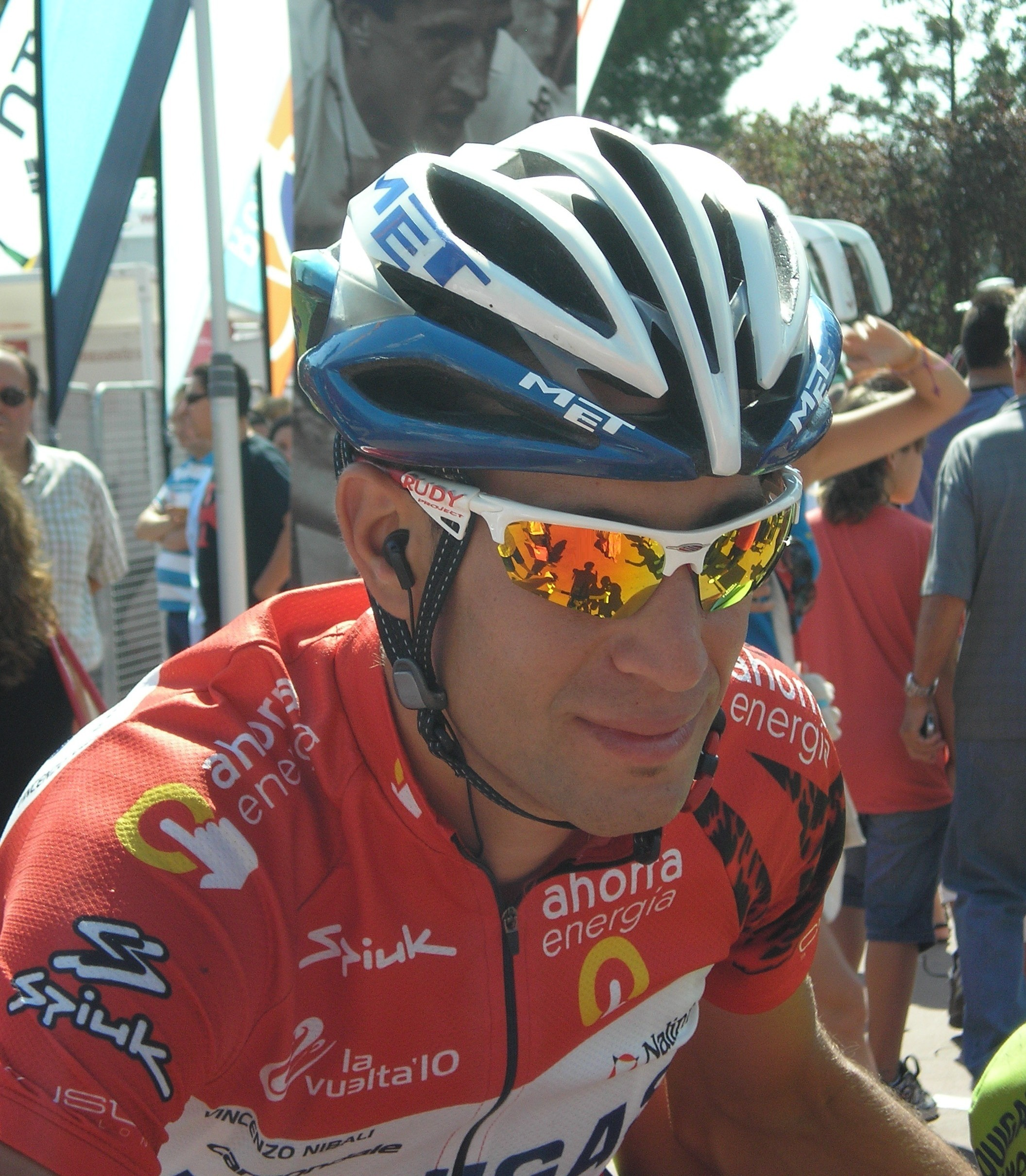
Vincenzo Nibali, vencedor da Vuelta de 2010, com o maillot vermelho.

##### 2010
Em 2010 ganhou na parte inicial da temporada o Tour de San Luis disputado na Argentina.
Foi terceiro no Giro d'Italia, acompanhando no pódio o seu colega e chefe de filas Ivan Basso (vencedor final) e ao segundo David Arroyo. Deu-se a circunstância de que não estava planeado que Nibali fosse ao Giro senão ao Tour, mas a baixa de Franco Pellizotti (terceiro no 2009) por irregularidades no seu passaporte biológico propiciou que quatro dias antes do início da corsa rosa fosse avisado pelo telefone pelo seu director para lhe avisar de que correria o Giro, quando segundo ele mesmo se estava a tomar uma granita na sua casa; Nibali foi na sua Vespa ao Santuário da Madonna di Tindari para rezar à sua virgem negra. O italiano chegou a vestir a maglia rosa em recorrência da ronda italiana. Nibali a 12 de maio vestiu-se com a maglia rosa ao fazer o melhor tempo no contrarrelógio por equipas do Giro d'Italia de 2010, graças ao trabalho da Liquigás e a que Alexander Vinokourov (anterior líder), teve problemas com o 5º homem da sua esquadra.
Exausto depois da corrida, renúncia ao Tour para centrar-se na Volta a Espanha.
Ganhou a Volta a Espanha ante Ezequiel Mosquera e Peter Velits, segundo e terceiro respectivamente. A luta pelo maillot vermelho de líder manteve-se até à penúltima jornada com final na inédita e dura subida à Bola del Mundo, numa corrida na que também foram protagonistas Igor Antón (líder até o seu abandono por uma queda) e Joaquim Rodríguez (quarto final, e ao que arrebatou a liderança na contrarrelógio de Peñafiel).

##### 2011
2011 é um ano de sensações diversas. Mostra-se muito combativo nas clássicas Milão-Sanremo e Giro da Lombardia. Quanto a grandes voltas, disputa o Giro d'Italia, onde finaliza terceiro e em nenhum momento tem opções de vitória. Depois, na Volta a Espanha, vai-se desinflando conforme avança a corrida, depois de um grande começo. Finaliza 7º na geral, neste ano termina sem vitórias (ainda que depois atribuir-se-lhe-á o triunfo na cronoescalada do Giro por desclassificação de Alberto Contador).

##### 2012
Vincenzo Nibali teve muito boa actuação durante este ano, lutando em algumas clássicas e terminando na terceira posição do Tour de France, tão só atrás de Bradley Wiggins e Chris Froome, primeiro e segundo respectivamente.

#### Problemas com sua equipa e contrato ao Astana
Alguns dias dantes de que começasse o Tour de France infiltrou-se rumores de informação de que o ciclista italiano poderia deixar ao Liquigás no final da temporada. No começar do período de traspasses isto vai-se confirmar e Nibali alinha pela equipa Astana para a temporada de 2013. Segundo as páginas da Internet esta mudança deveu-se à intenção de Nibali de ir à Volta a Espanha, que a outra sua equipa não lhe permitiu, dando-lhe um calendário totalmente diferente. Une-se assim a Giussepe Martinelli, antigo director do sentido falta Marco Pantani.

##### 2013
Nibali começa a temporada no Tour de San Luis, onde não obtém bons resultados nas etapas de montanha, mas obtém um bom resultado em contrarrelógio terminando em quarto lugar. Dias mais tarde em fevereiro, participa na Volta a Omã, onde na única etapa de montanha chega em 4º lugar, na classificação geral chega sétimo a 1 min 19 s do líder Chris Froome vencedor final. Mais tarde venceria na Tirreno-Adriático  sobre Chris Froome, que tinha sobre controle a corrida. Num ataque, o italiano daria uma viragem à prova, levando-se o seu segundo "tridente" (troféu com o que se galardoa ao vencedor). Um mês depois Nibali regressava à competição, no Giro do Trentino, onde depois de uma luta com Bradley Wiggins levar-se-ia uma etapa e a classificação geral, repetindo assim o seu triunfo em 2008.

##### Giro d'Italia de 2013
Todas estas vitórias, o levaram ao seu melhor nível face ao seu objectivo número 1; o Giro d'Italia. No Giro colocou-se a maglia rosa depois do contrarrelógio da etapa 8 com uma diferença sobre Cadel Evans de 29 s. Na 14.ª etapa ampliou as diferenças a quase um minuto e meio com Evans quando atacou na última subida ao monte Jafferau (Bardonecchia) sem que o australiano nem Rigoberto Uran (3.º na geral), pudessem seguir ao siciliano, que inclusive permitiu que Mauro Santambrogio (único que pôde o seguir) ganhasse a etapa. Conseguiu a vitória na cronoescalada da 18.ª etapa e confirmou o seu momento ganhando nas Três Cumes de Lavaredo. Finalmente após 21 dias e 2 vitórias de etapa, Nibali cumpriu o seu sonho e se adjudicou a 96ª edição do Giro d'Italia, avantajando a Uran em 4 min 43 s e a Evans em 5 min 52 s. Também foi segundo nas classificação por pontos únicamente superado por Mark Cavendish.

##### Volta a Espanha de 2013
Na Volta a Espanha de 2013 era o favorito para vestir-se com o maillot vermelho de vencedor da geral. Ainda que no momento não se soube se participava para preparar o Mundial de Ciclismo em Estrada ou para lutar pela geral, na primeira semana soube-se que estava a lutar pelo maillot vermelho. Na quarta etapa, Nibali conseguiu vestir-se o maillot de líder, mas perdeu-o na oitava para recuperá-lo três dias depois no contrarrelógio. Uma abaixamento de Nibali nas etapas dos Pireneus, em Peña Cabarga e o Alto do Naranco, fez que Chris Horner lho tirasse, passando ao segundo posto. A geral jogou-se na última etapa no Angliru com Horner de líder e Nibali a 3 segundos, onde Horner conseguiu mais vantagem na geral e Nibali terminou em segundo lugar.

#### A Tripla Corôa
A temporada de 2014 de Nibali ia estar centrada na Volta a França. Sem grandes actuações finalizou 21º na Paris-Nice, 44º na Milão-Sanremo, 52º na Amstel Gold Race, 14º na Flecha Valona e 30º na Liège-Bastogne-Liège . Isto levou a que o manager da Astana, Aleksandr Vinokurov, lhe enviasse uma carta lhe manifestando o seu descontentamento pelos magros resultados do italiano.
Durante maio, conseguiu ser 5º no Tour da Romandia, para depois fazer uma concentração de altura no Teide. Em junho foi 7º no Critérium de Dauphine e campeão italiano de estrada. Apesar do mau início de temporada, graças a essa melhoria foi considerado por muitos como candidato a ganhar a Volta a França, ainda que num segundo nível e por abaixo dos principais favoritos, Chris Froome e Alberto Contador.

##### Tour de France de 2014

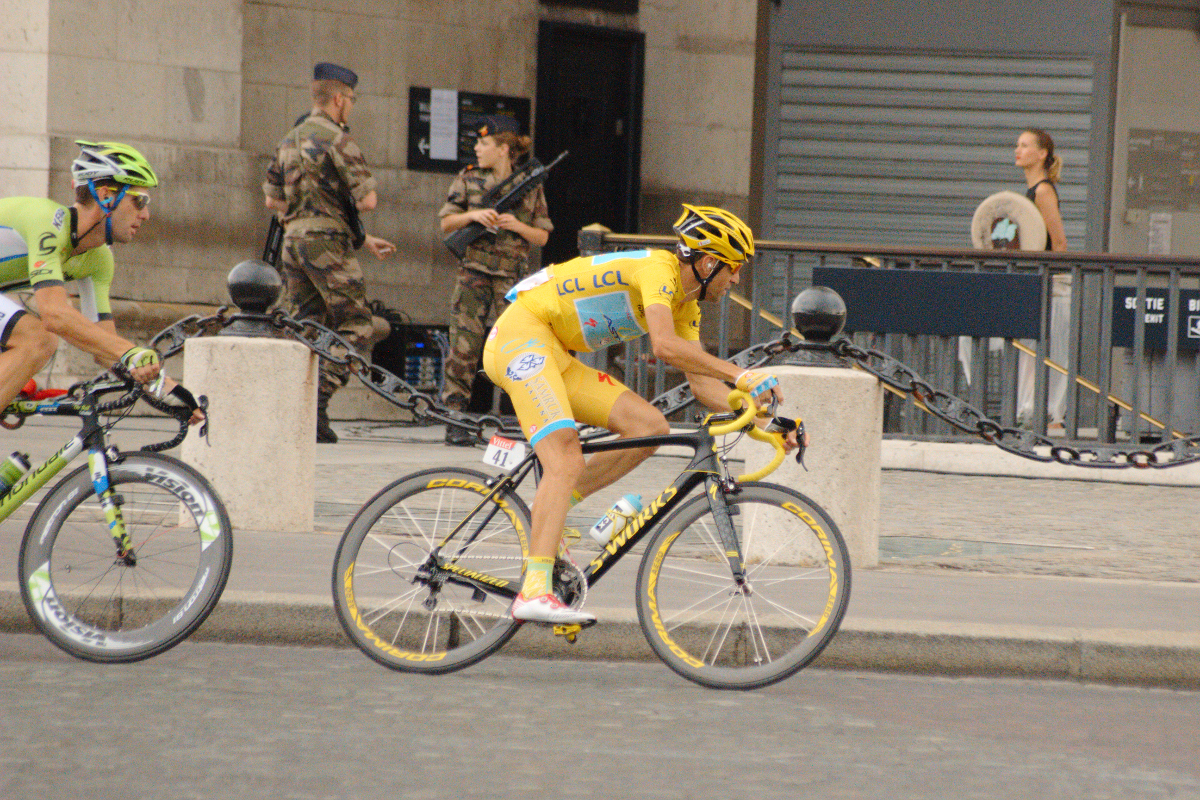
Nibali na última etapa do Tour de France.

No Tour de France, Nibali deu o primeiro golpe na segunda etapa com um ataque a 2 quilómetros da meta. A indecisão dos favoritos provocaram uma tardia reacção e ganhou por 2 segundos pondo-se o maillot amarelo de líder. Na quinta etapa, Chris Froome abandonou a corrida devido às quedas sofridas, e nos trechos de calçada Nibali aproveitou um atraso de Contador para ir-se para a frente junto ao seus colegas de equipa Fuglsang e Westra, sacando-lhe na meta 2 minutos e meio. Sem Froome previa-se uma luta Nibali-Contador pela vitória do Tour mas viu-se frustrada quando o espanhol abandonou na décima etapa devido a uma queda. Essa etapa precisamente ganhou-a Nibali e era a primeira com final em alto. De ali adiante o italiano não teve rivais e fortaleceu a sua liderança dia a dia já que os seus rivais mais próximos (Richie Porte, Alejandro Valverde) estavam bem longe do nível do siciliano. Ganhou mais duas etapas, em Chamrousse e Hautacam somando 4 ao todo e terminou ganhando o Tour com quase 8 minutos de diferença sobre o segundo classificado. Com isso, Nibali conseguiu a triplíce Corôa e ingressou ao selecto grupo de ciclistas que têm sido vencedores das três Grandes Voltas.

## Palmares
2006
1º - Etapa 1 da Settimana Coppi e Bartali
1º - GP Plouay
2007
1º - GP Industria
1º - Giro de Toscana
2º - Classificação Geral do Tour da Eslovénia
1º - Etapas 3 & 4
2º - Campeonato Italiano de Contrarrelógio
2008
1º - Classificação Geral do Giro do Trentino
1º - Etapa 3
2009
1º - Giro dos Apeninos
1º - GP Camaiore
2010
1º Ficheiro:Jersey red.png Classificação Geral da Volta a Espanha
1º  Classificação Combinada
1º - Classificação Geral do Tour de San Luis
1º - Etapa 4
1º - Classificação Geral do Tour da Eslovénia
1º - Etapa 3
1º - Troféu Melinda
3º - Classificação Geral do Giro d'Italia
1º - Etapa 4 (CRE)
1º - Etapa 14
3º - Classificação Geral da Volta a Burgos
2011
2º - Classificação Geral do Giro d'Italia
1º - Etapa 16
5º - Classificação Geral da Tirreno-Adriático
8º - Liège-Bastogne-Liège
8º - Milão-Sanremo
2012
2º - Classificação Geral do Tour do Omã
1º - Etapa 5
1º  Classificação Geral da Tirreno-Adriático
1º   Classificação por Pontos
1º - Etapa 5
1º - Classificação Geral do Giro de Padania
1º - Etapa 4
2º - Liège-Bastogne-Liège
3º - Milão-Sanremo
3º - Classificação Geral do Tour de France
2013
1º  Classificação Geral Giro d'Italia
1º Etapas 18 (CRI) & 20
1º  Classificação Geral Tirreno-Adriático
1º  Classificação Geral Giro do Trentino
1º  Classificação Montanha
1º Etapa 4
7º Classificação Geral Volta a Omã
10º Classificação Geral Tour de San Luis
2014
1º  Classificação Geral Tour de France
1º Etapas 2, 10, 13 e 18
1º - Campeonato Italiano de Estrada

## Resultados em Grandes Voltas
| Corrida                | 2005 | 2006 | 2007 | 2008 | 2009 | 2010 | 2011 | 2012 | 2013 | 2014 |
| ---------------------- | ---- | ---- | ---- | ---- | ---- | ---- | ---- | ---- | ---- | ---- |
| Volta a Itália         | -    | -    | 19º  | 11º  | -    | 3º   | 2º   | -    | 1º   | -    |
| Volta a França         | -    | -    | -    | 20º  | 7º   | -    | -    | 3º   | -    | 1º   |
| Volta a Espanha        | -    | -    | -    | -    | -    | 1º   | 7º   | -    | 2º   | -    |
| Mundial em Estrada     | -    | -    | -    | -    | -    | 40º  | -    | 29º  | 4°   | 40º  |
| Mundial Contrarrelógio | -    | 16º  | 19º  | -    | -    | -    | -    | -    | -    | -    |

-: no participa

Ab.: abandono

## Equipas
- Fassa Bortolo (2005)
- Liquigás (2006-2012)
  - Liquigás (2006-2009)
  - Liquigás-Doimo (2010)
  - Liquigás-Cannondale (2011-2012)
- Astana Pro Team (2013-2016)
- Bahrain Merida (2017)